# Rexel
Rexel er en fransk handels- og servicekoncern, der er specialiseret i distribution af udstyr og service til elektricitet, opvarmning, belysning og VVS, men de distribuerer også produkter og services til vedvarende energi og energioptimering. Selskabet blev etableret i 1967. De har 1.900 salgssteder i 24 lande og over 26.000 ansatte.